# František Prášil
František Prášil (11. září 1845 Domažlice – 9. června 1917 Bubeneč) byl český inženýr, konstruktér kovových stavebních konstrukcí, pozdější podnikatel a spolumajitel mostárny Bratři Prášilové a spol. v Libni v Praze. Jeho návrhy ocelových struktur mostů a staveb se dočkaly desítek realizací, Prášil vytvořil plány pro stavbu pražských budov Petřínské rozhledny, Průmyslového paláce na Výstavišti Praha či Čechova mostu přes Vltavu.

## Život
Narodil se v západočeských Domažlicích, kde vychodil základní školu. Následně nastoupil na domažlickou reálku, tu dokončil až v Praze. Vystudoval pražskou polytechniku. První pracovní zkušenosti získával při práci ve Vojtěšských hutích na Kladně, kde posléze pracoval přes 20 let a na závěr svého působení se zde stal vedoucím. Po požáru Národního divadla v roce 1881 navrhl železnou protipožární oponu, která se do znovuobnovené budovy nainstalovala (divadlo otevřeno roku 1883).

### První Českomoravská
Roku 1886 vzniká v rámci kovovýrobního a strojírenského podniku První Českomoravská (ČKD) vlastní výrobna mostů, mostárna. František Prášil přijal místo vrchního inženýra. Ve spolupráci s Ing. Juliem Součkem navrhl během Zemské jubilejní výstavy v Praze roku 1891 konstrukční řešení Petřínské rozhledny podle návrhu architekta Vratislava Pasovského a také Průmyslového paláce na Výstavišti Praha podle Bedřicha Münzbergera.

### Bratři Prášilové a spol.

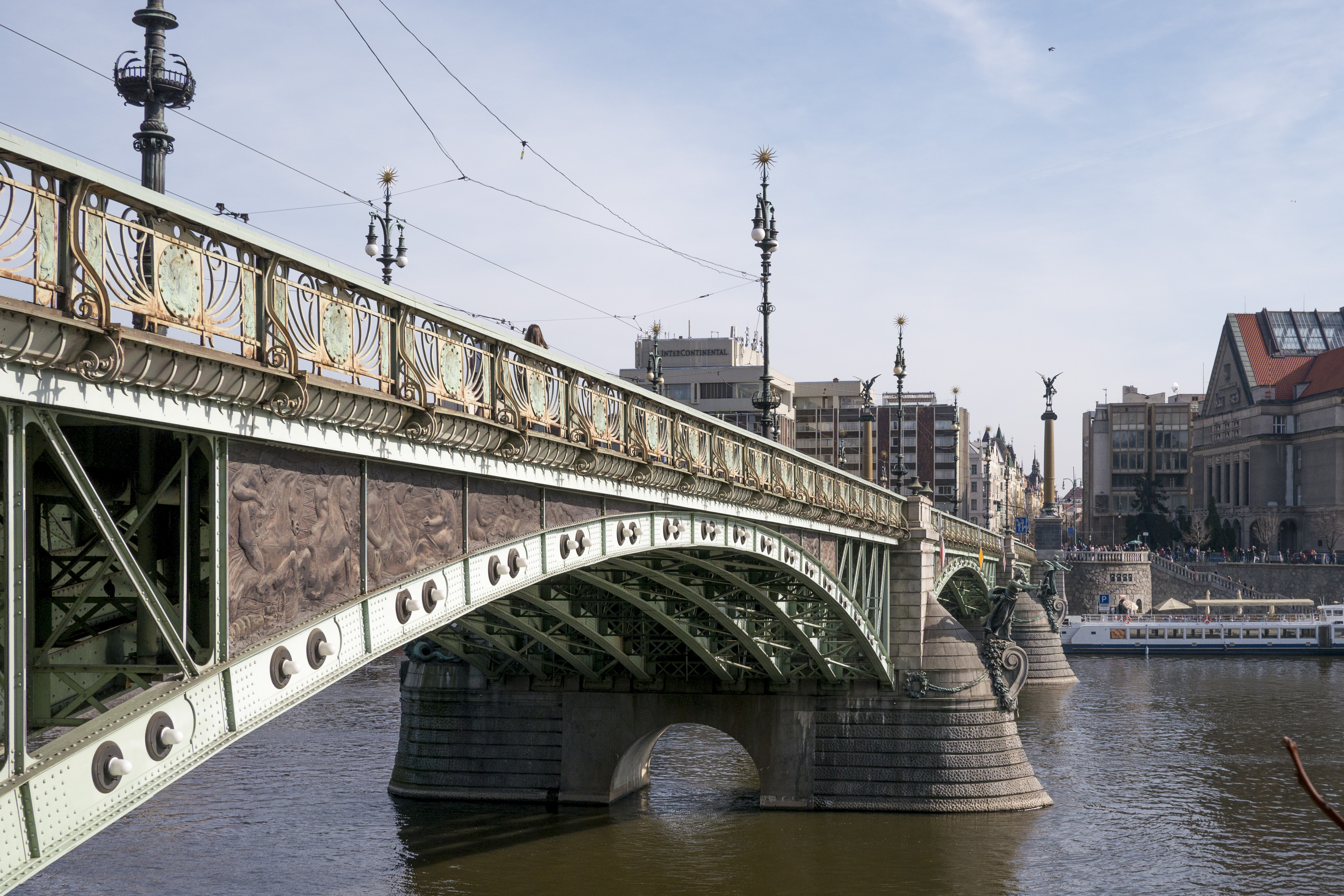
Čechův most, vrcholné Prášilovo dílo (1907-1908)

Roku 1894 se František Prášil rozhodl ve své práci osamostatnit a spolu se svými příbuznými založil samostatnou mostárnu a továrnu na výrobu železných konstrukcí Bratři Prášilové a spol. v původním průmyslovém areálu v ČKD. František Prášil získal za svou kariéru celou řadu patentů, například za konstrukci nýtovacího stroje, konstrukci přenosného mostu nebo segmentovou konstrukci jezu. Firma pod jeho vedením patřila k předním výrobcům svého druhu v zemích Koruny České v tehdejším Rakousku-Uhersku. Mezi lety 1907 až 1908 vznikl v Praze Čechův most stavěný firmou Prášilů, jedná se o jediný obloukový železný most v Čechách. Roku 1907 byl za své zásluhy jmenován c. k. císařským radou.

### Úmrtí
František Prášil zemřel 9. července 1917 v Bubenči u Prahy ve věku 66 let. Pohřben byl na Vinohradském hřbitově.

### Po smrti
Mostárna Bratři Prášilové a spol. fungovala i po Prášilově smrti až do druhé světové války, po roce 1945 již obnovena nebyla. Budovu libeňské mostárny později využívala ČKD Lokomotivka.

## Dílo
Stavby, které navrhoval či se na nich podílel František Prášil.
- Železná opona Národního divadla, 1881–1883
- Oprava Karlova mostu po povodni roku 1890, 1890–1891 (kovové výztuže)
- Petřínská rozhledna, 1891 (spolu s Juliem Součkem)
- Průmyslový pavilon, 1891
- Štěpánský silniční most přes Labe, Kly u Mělníka
- Železniční most přes Vltavu v Praze pod Vyšehradem (výměna původního mostu z roku 1871, ve spolupráci s železárnou Ruston)
- Čechův most, 1907–1908
- Železný silniční most přes Radbuzu v Horšovském Týně
- Staroměstská tržnice

## Galerie

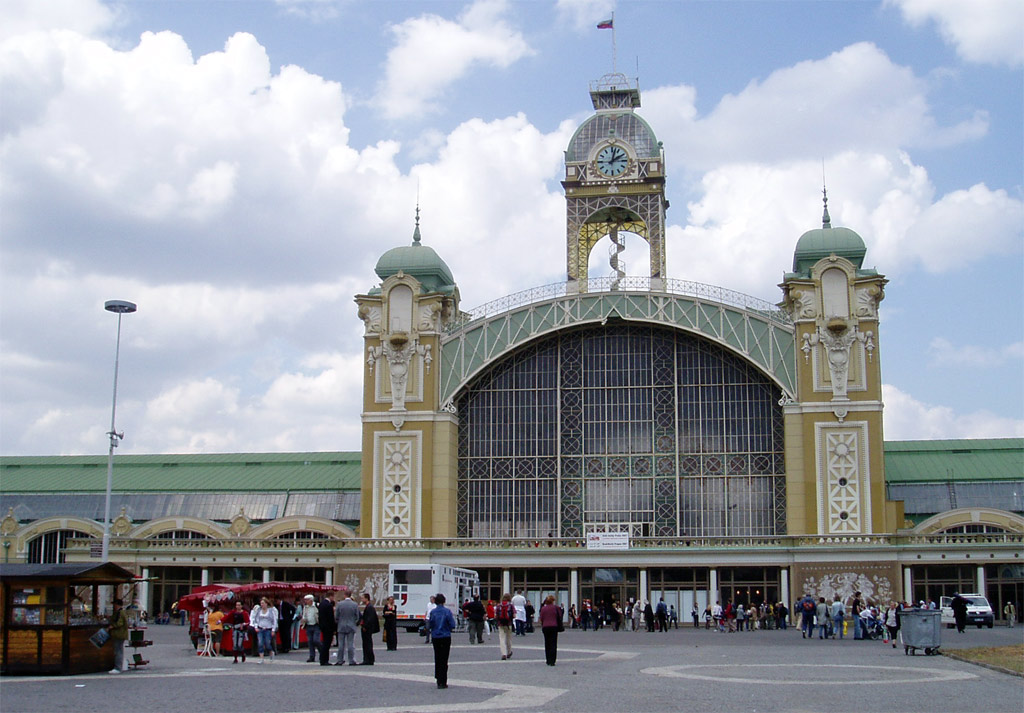
Průmyslový palác, Praha (1891)
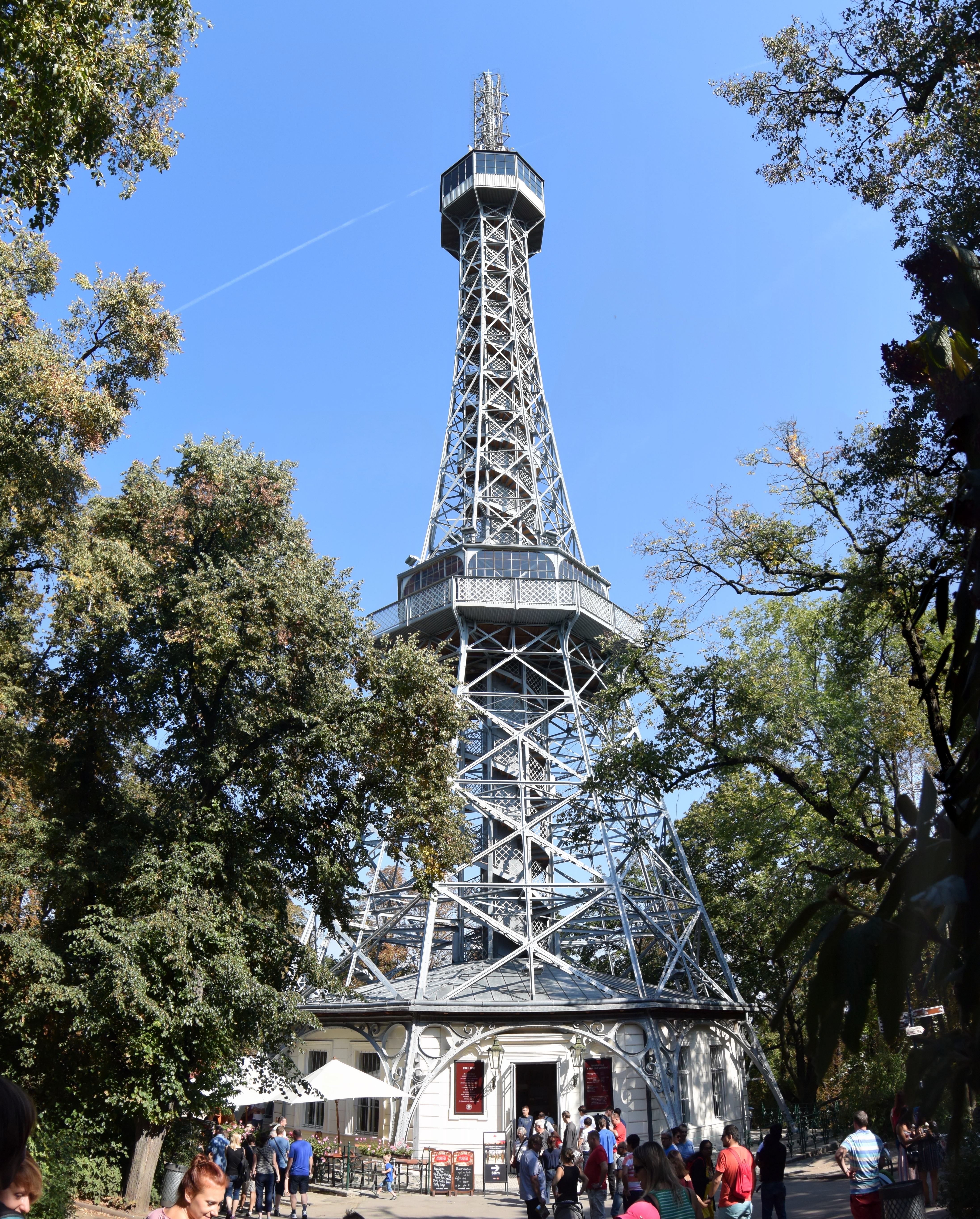
Petřínská rozhledna, Praha (1891)
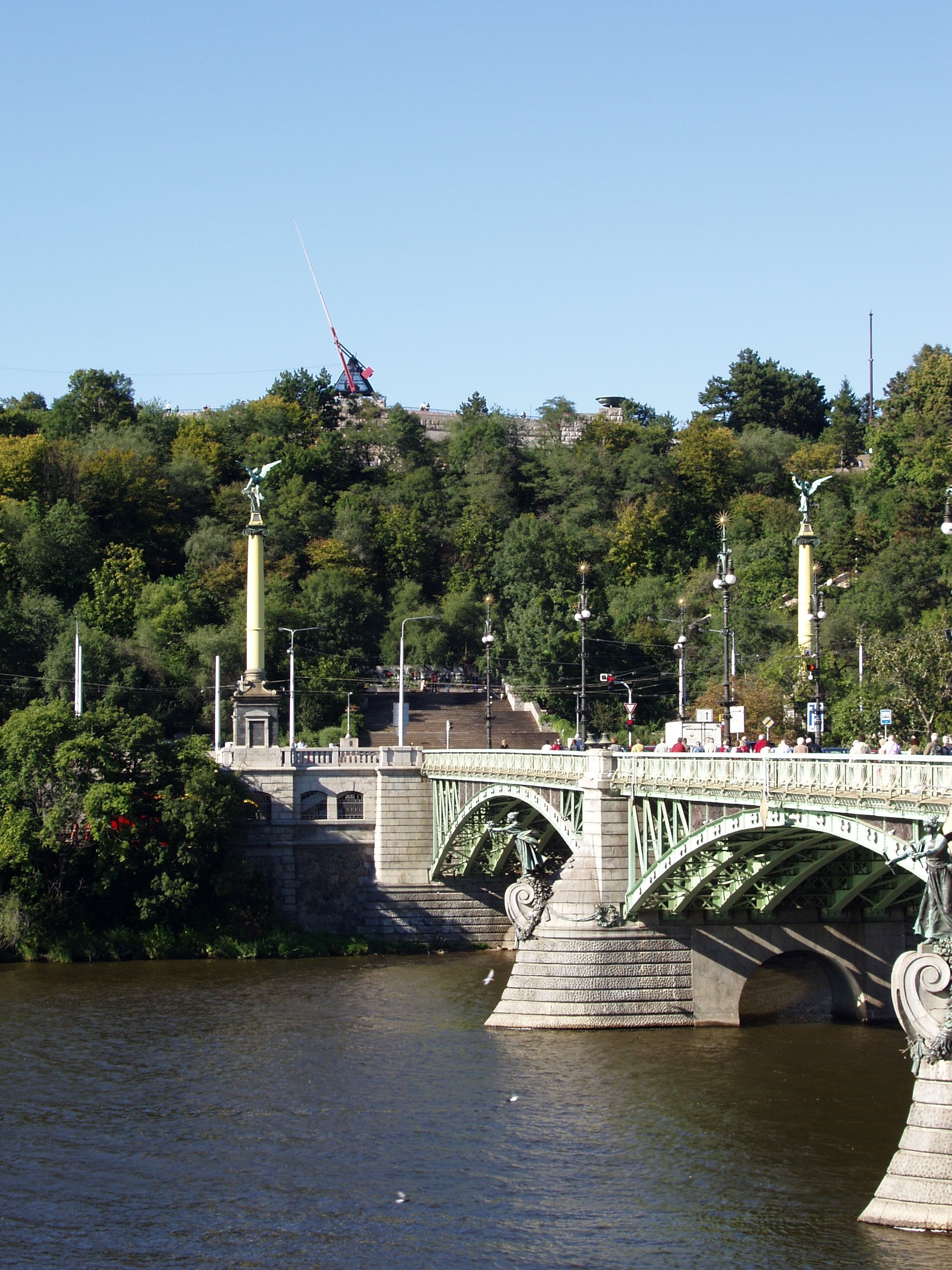
Čechův most, Praha (1908)
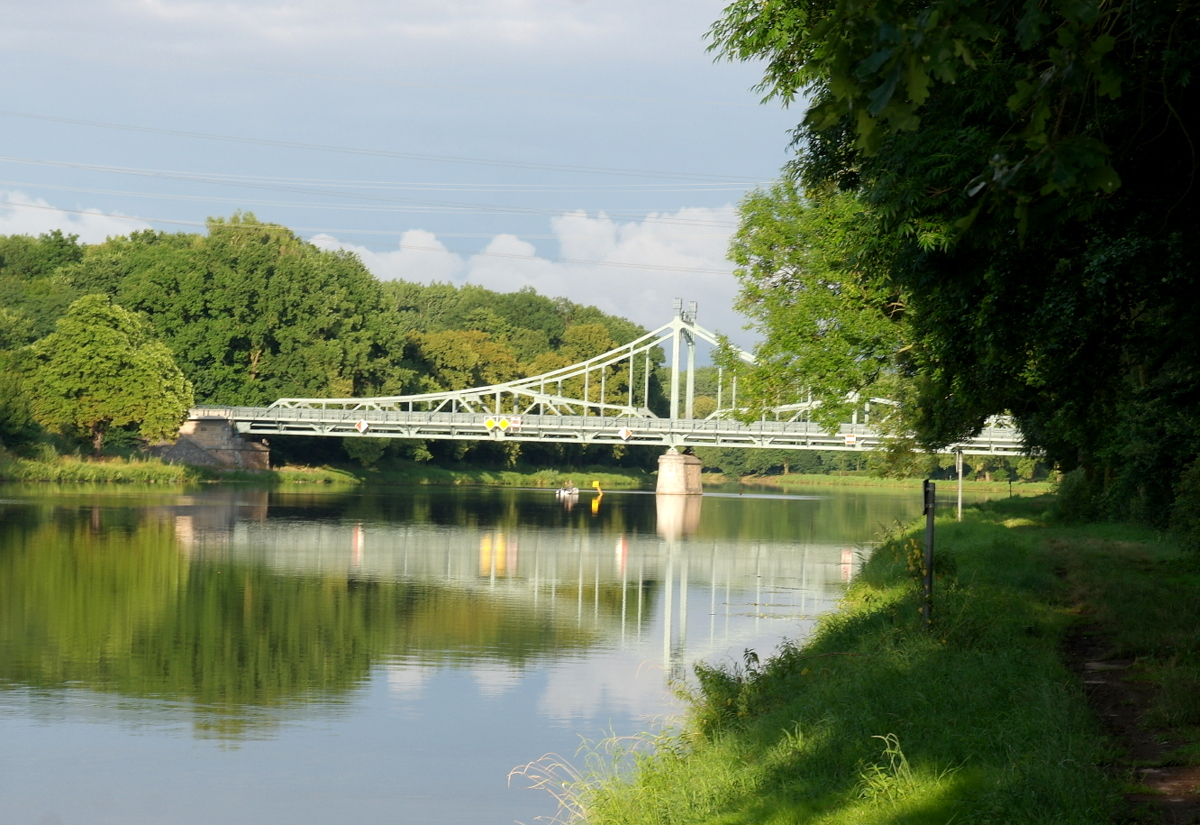
Štěpánský most
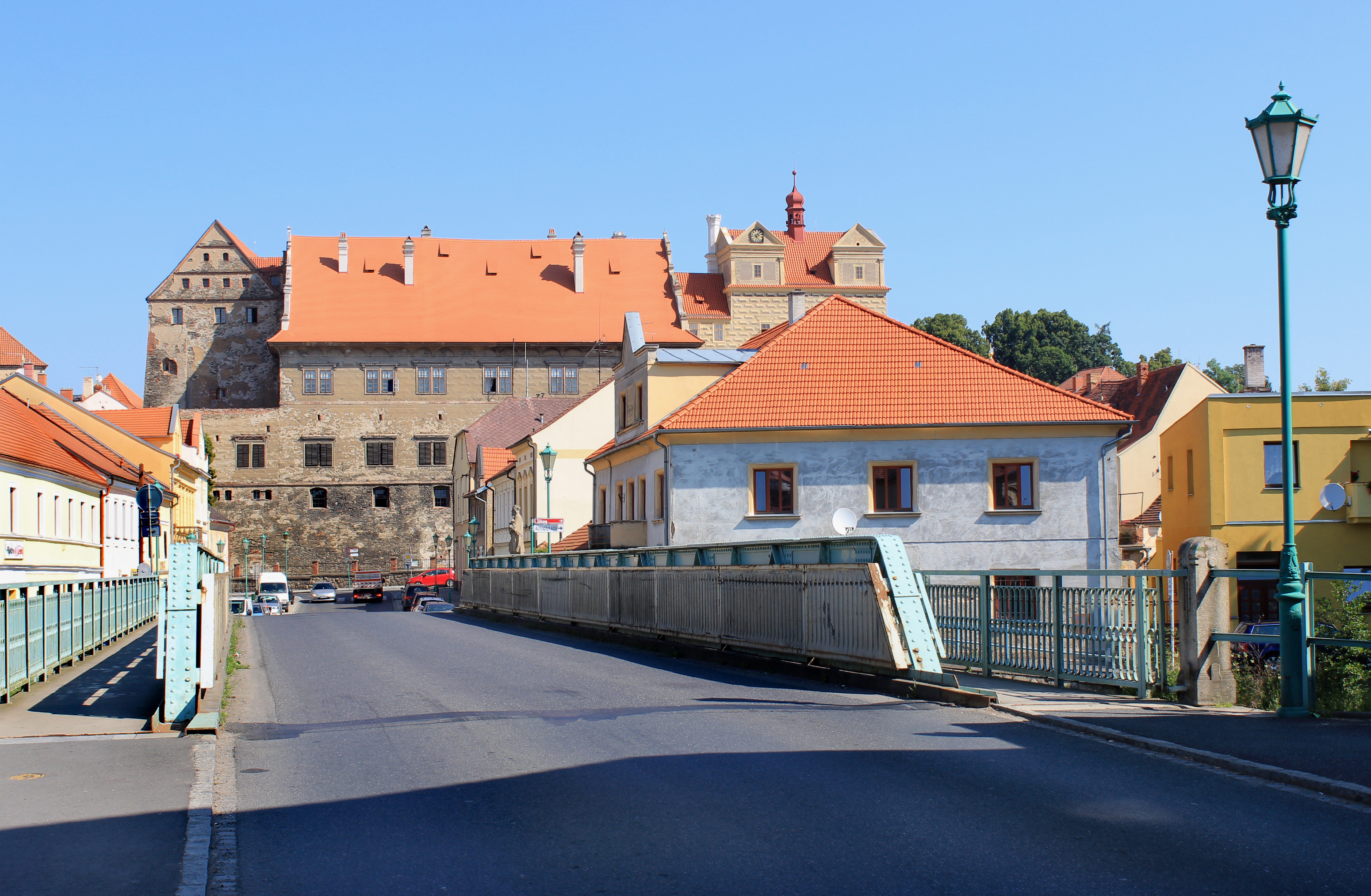
Most přes Radbuzu v Horšovském Týně